# TO-21 (Spanje)

De TO-21

De TO-21 of Acceso oeste de Toledo is een autovía in Castilië-La Mancha. De snelweg van 10 kilometer lang vormt de westelijke toegang tot Toledo en sluit aan op de TO-20.